# Ministero degli affari esteri (Georgia)
Il Ministero degli affari esterni (in georgiano საქართველოს საგარეო საქმეთა სამინისტრო?) è dicastero del governo georgiano responsabile per la politica estera e le relazioni internazionali della Georgia.
La Ministra è attualmente Maka Bochorishvili, in carica dal 28 novembre 2024.

## Ministri

### Ministro degli affari esteri della Repubblica Democratica di Georgia (1918-1921)
- Akaki Chkhenkeli (26 maggio-novembre 1918)
- Evgeni Gegechkori (1918-1921)

### Commissario del popolo per gli affari esteri della Repubblica Socialista Sovietica Georgiana (1921-1923; 1944-1946)
- Alexander Svanidze (1921-1923)
- Giorgi Kiknadze (1944-1946)

### Ministri degli affari esteri della Repubblica Socialista Sovietica Georgiana (1946-1991)
- Giorgi Kiknadze (1946-1953)
- Archil Gigoshvili (1953-1954)
- Mitrofan Kuchava (1954-1962)
- Archil Gigoshvili (1962-1969)
- Georgi Chogovadze (1969-1970)
- Revaz Pruidze (1970)
- Shalva Kiknadze (1970-1979)
- Teymuraz Gordeladze (1979-1981)
- Giorgi Javakhishvili (1985-1990)
- Giorgi Khoshtaria (26 novembre 1990-aprile 1991)

### Ministri degli affari esteri della Georgia (dal 1991)
- Giorgi Khoshtaria (aprile-15 settembre 1991)
- Murman Omanidze (15 settembre-31 dicembre 1991)
- Alexander Chikvaidze (2 marzo 1992-21 dicembre 1995)
- Irakli Menagharishvili (15 dicembre 1995-29 novembre 2003)
- Tedo Japaridze (30 novembre 2003-20 marzo 2004)
- Salomé Zourabichvili (20 marzo 2004-19 ottobre 2005)
- Gela Bezhuashvili (19 ottobre 2005-31 gennaio 2008)
- Davit Bakradze (31 gennaio-5 maggio 2008)
- Ek'a T'q'eshelashvili (5 maggio-6 dicembre 2008)
- Grigol Vashadze (6 dicembre 2008-25 ottobre 2012)
- Maia Panjikidze (25 ottobre 2012-5 novembre 2014)
- Tamar Beruchashvili (11 novembre 2014-1º settembre 2015)
- Giorgi Kvirikashvili (1º settembre-30 dicembre 2015)
- Mikheil Janelidze (30 dicembre 2015-13 giugno 2018)
- Davit Zalk'aliani (21 giugno 2018-4 aprile 2022)
- Ilia Darchiashvili (4 aprile 2022-28 novembre 2024)
- Maka Bochorishvili (dal 28 novembre 2024)